# Philautus maia
Philautus maia är en groddjursart som beskrevs av Meegaskumbura, Manamendra-Arachchi, Schneider och Rohan Pethiyagoda 2007. Philautus maia ingår i släktet Philautus och familjen trädgrodor. Inga underarter finns listade i Catalogue of Life.